# Tűz van, babám!
A Tűz van, babám! Miloš Forman 1967-ben készült játékfilmje, ami meghozta neki a világhírt. Oscar-díjra is jelölték. Az 1968-as prágai események pedig meghozták a filmnek a betiltást is. Magyarországon már annak reményében 1968-ban elkészült a szinkron, hogy a filmet hamarosan bemutathatják, de a magyarországi bemutatóra csak 1988. április 14-én kerülhetett sor.

## Ötlettől a filmig
Forman egyszer elment egy kisvárosi tűzoltóbálba és annak nyomán született meg a film ötlete. Eredeti amatőr szereplőkkel és valódi színészekkel játszatta el a hétköznapi történetet.
Egy tűzoltóegylet tagjai elhatározzák, hogy rendeznek egy bált, ahol majd kitüntetik a nyugalomba vonult parancsnokot vidám szórakozással egybekötve: lesz szépségkirálynő-választás és még tombola is. A bál szép lassan, röhejesen összeomlik, semmi sem úgy sül el, ahogy kéne: a szépségkirálynőt alig lehet rávenni a díjra, az ünnepeltet szépen elfelejtik, és a muri alatt leég egy ház a faluban. A fokozódó zűrzavar alatt valakik ellopják a nyereménytárgyakat.
Forman a rá olyannyira jellemző világos, ám megértő iróniával, szeretetteljes humanizmussal ábrázolja azt az emberi világot, amelyben mi mindannyian élünk.

## Szereplők
- Tűzoltóparancsnok – Jan Vostrčil
- Josef – Josef Kolb (Rajz János)
- Josef felesége – Milada Ježková (Pártos Erzsi)

További szereplők:
- Vratislav Čermák
- Václav Stöckel
- Josef Svět
- Josef Valnoha
- František Debelka
- Josef Šebánek
- Olga Matušková

További magyar hangok: Gera Zoltán, Győrffy György, Hindi Sándor, Horváth Pál, Lázár Tihamér, Pethes Sándor, Raksányi Gellért.